# Giano Della Bella
Giano Della Bella (Firenze, seconda metà del XIII secolo – Francia, prima del 19 aprile 1306) è stato un politico italiano, importante figura della Repubblica di Firenze nella seconda metà del Duecento.

## Biografia
Principale esponente dei Della Bella, una delle più antiche famiglie nobili ghibelline della città di Firenze, si era fatto guelfo e popolano per ragioni politiche. Egli divenne il "paladino" dei ceti più popolari della città, capeggiando la rivolta contro i "magnati" del 1292.
Scrisse di lui Dino Compagni: "I nobili e grandi cittadini insuperbiti faceano molte ingiurie a' popolani [...]. Onde molti buoni cittadini popolani e mercatanti, tra' quali fu un grande e potente cittadino (savio, valente e buono uomo, chiamato Giano della Bella, assai animoso e di buona stirpe, a cui dispiaceano queste ingiurie) se ne fe' capo e guida" (Cronica, Libro I, XI).
Divenuto priore riuscì a far emanare dal gonfaloniere di giustizia Baldo Ruffoli i cosiddetti Ordinamenti di Giustizia (promulgati il 18 gennaio 1293) che rappresentarono la più importante riforma della Repubblica dai tempi dell'abolizione del sistema consolare. Con questi provvedimenti i "Magnati" ovvero i nobili di antica tradizione feudale e latifondista venivano esclusi dal governo della città in favore del nascente ceto borghese, obbligando, tra le altre cose, per essere eleggibili alle cariche politiche l'iscrizione a un'Arte. Il cosiddetto "popolo magro" composto dagli strati più bassi e poveri della società (salariati, braccianti, piccoli dettaglianti) era comunque ancora escluso, non esistendo Arti che comprendessero le loro categorie (si dovrà aspettare fino all'avvento del Duca di Atene nel 1343).
Bonifacio VIII mandò a Firenze Jean de Chalons (Gian di Celona), che forse avrebbe dovuto uccidere Giano, ma per paura del popolo, stando a quanto riporta il Compagni, si preferì evitare il delitto. Venne però indetta una congiura che mettesse Giano contro il popolo stesso, che riuscì a far crescere lo scontento attorno alla sua figura, tanto che fu scacciato di lì a poco in giorni tumultuosi con sommosse di piazza e combattimenti. 
Nel 1294 fu podestà di Pistoia e in seguito i suoi ordinamenti vennero revisionati nel 1295, anche se di fatto rimasero in vigore. Egli è il protagonista dei primi capitoli della Cronica di Dino Compagni ed è citato anche da Dante Alighieri (Pd. XVI, 127-132).
La speranza di poter rientrare presto in Firenze dovette avere breve durata. I nemici riuscirono a isolarlo del tutto, facendo seguire alla condanna a morte la scomunica (27 ottobre 1295), e ottenendo - grazie alla mediazione di alcune potenti compagnie bancarie fiorentine - l'intervento di Bonifacio VIII che in una bolla solenne del 23 gennaio 1296 minacciò di interdetto Firenze qualora avesse accolto entro le mura Giano, Taldo o il loro nipote Ranieri di Comparino. A Giano non restò altro che prendere la via della Francia, là dove era vissuto in gioventù e dove fu accolto con rispetto e con stima. Le sue tracce si perdono rapidamente. Sappiamo che consumò a Parigi una piccola vendetta nei confronti degli odiati Velluti, contribuendo alla severa punizione di Donato, reo di aver ucciso uno stalliere dei Franzesi. Lo ritroviamo con il nome di Jehan de Florence tra i "lombardi" allirati negli anni 1298-1300 a Parigi, nella parrocchia di St.-Germain l'Auxerrois. Poi nient'altro. È probabile che la morte lo abbia colto, ultrasessantenne, nei primissimi anni del nuovo secolo.

## Nella cultura di massa
Giosuè Carducci nella Consulta araldica così si espresse:
Trasse i baroni a pettinare il lin.»
Si riferiva al fatto che anche i nobili furono costretti per partecipare alla politica a iscriversi a un'Arte e quindi a lavorare.